# Anda
Pour les articles homonymes, voir Anda (homonymie).
Anda (安达 ; pinyin : Āndá) est une ville de la province du Heilongjiang en Chine. C'est une ville-district placée sous la juridiction de la ville-préfecture de Suihua.

## Climat
Les températures moyennes pour la ville d'Anda vont de −20,4 °C pour le mois le plus froid à +23 °C pour le mois le plus chaud, avec une moyenne annuelle de +3 °C (chiffres arrêtés en 1988).

## Démographie
La population du district était de 502 659 habitants en 1999.